# Troussures
Cet article concerne le village. Pour la Ferme de Troussures, voir Ferme de Troussures.
Troussures est une ancienne commune française située dans le département de l'Oise, en région Hauts-de-France. Elle se trouve dans le pays de Bray, à quelques kilomètres d'Auneuil et dans l'aire urbaine de Beauvais.
Depuis le 1er janvier 2017, Troussures est rattachée à la commune d'Auneuil et elle est devenue une commune déléguée sous le régime de la commune nouvelle.

## Géographie
Villes proches de Troussures :
Villers-Saint-Barthélemy à 1,9 km,
Auneuil à 2,4 km,
Rainvillers à 2,8 km,
Saint-Léger-en-Bray à 3,4 km,
Le Vauroux à 3,8 km,
La Houssoye à 4,2 km,
Ons-en-Bray à 4,8 km,
Saint-Paul à 5,1 km,
Aux-Marais à 5,9 km,
Villotran à 5,9 km.

## Toponymie
Troussures est attesté sous la forme Trussurius en 1078, puis Trossures en 1118. Plusieurs hypothèses ont été émises pour l'expliquer par l'ancien français :
- De torseüre « ce qui est troussé », en fagot, ce qui évoquerait un défrichement[2].
- De trosseure, troussure « charge, paquet, objet volumineux », en rapport avec un entrepôt, un point de chargement[3].

## Politique et administration

### Liste des maires

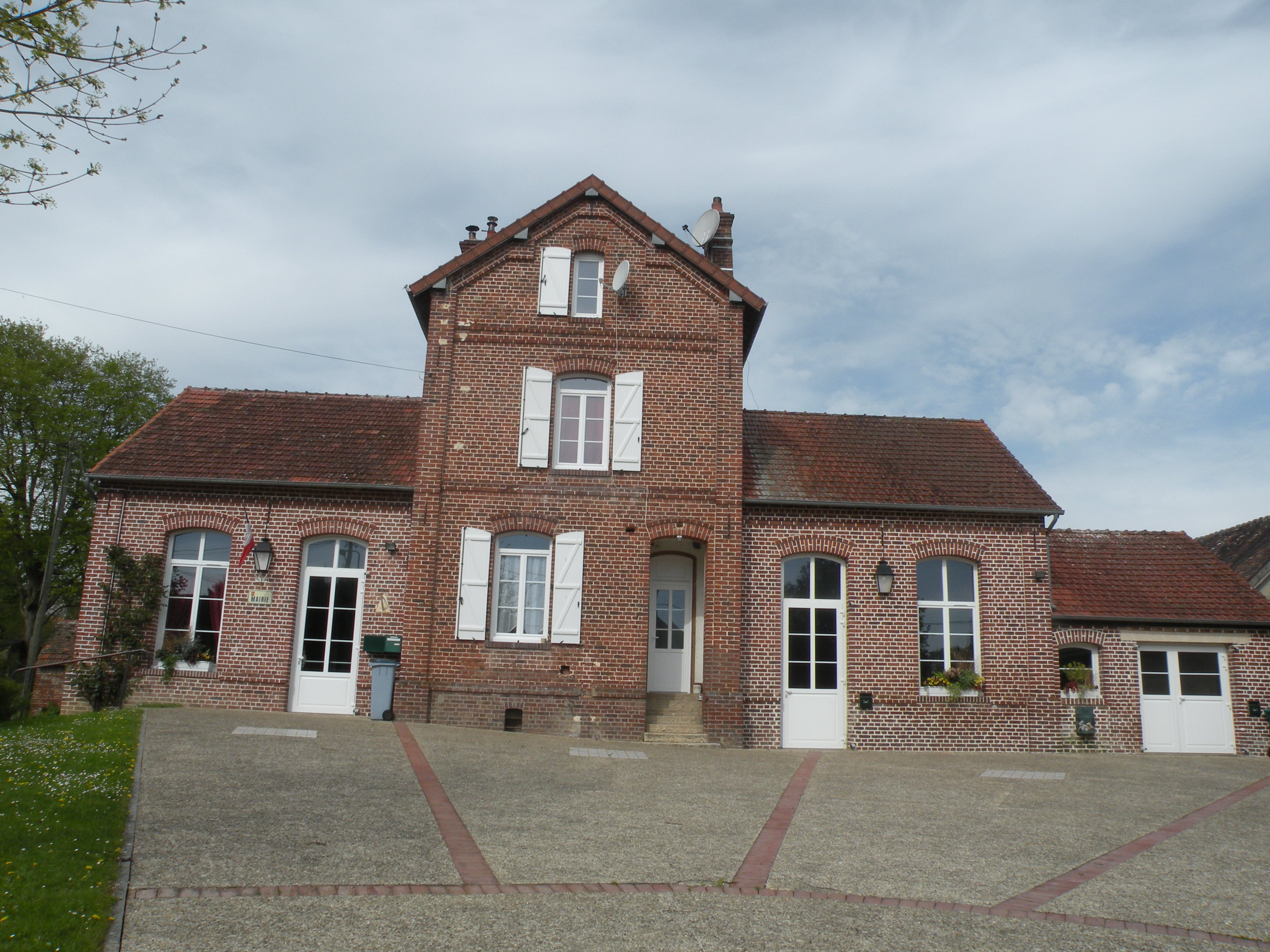
Façade de la mairie de Troussures.

| Période                                  | Période       | Identité       | Étiquette | Qualité |
| ---------------------------------------- | ------------- | -------------- | --------- | ------- |
| Les données manquantes sont à compléter. |               |                |           |         |
| vers 1865                                |               | M. Warée       |           |         |
| Les données manquantes sont à compléter. |               |                |           |         |
| avant 1981                               | mars 2008     | Bernard Muller |           |         |
| mars 2008                                | décembre 2016 | Gisèle Le Gall |           |         |

### Liste des maires déléguées
| Période                                  | Période                        | Identité       | Étiquette | Qualité |
| ---------------------------------------- | ------------------------------ | -------------- | --------- | ------- |
| Les données manquantes sont à compléter. |                                |                |           |         |
| janvier 2017                             | En cours (au 1er février 2017) | Gisèle Le Gall |           |         |

## Démographie

### Évolution démographique
L'évolution du nombre d'habitants est connue à travers les recensements de la population effectués dans la commune depuis 1836. À partir du 1er janvier 2009, les populations légales des communes sont publiées annuellement dans le cadre d'un recensement qui repose désormais sur une collecte d'information annuelle, concernant successivement tous les territoires communaux au cours d'une période de cinq ans. 
Pour les communes de moins de 10 000 habitants, une enquête de recensement portant sur toute la population est réalisée tous les cinq ans, les populations légales des années intermédiaires étant quant à elles estimées par interpolation ou extrapolation. Pour la commune, le premier recensement exhaustif entrant dans le cadre du nouveau dispositif a été réalisé en 2005,.
En 2014, la commune comptait 184 habitants, en évolution de −2,65 % par rapport à 2009 (Oise : +2,14 %, France hors Mayotte : +2,49 %).
| 1836 | 1841 | 1846 | 1851 | 1856 | 1861 | 1866 | 1872 | 1876 |
| ---- | ---- | ---- | ---- | ---- | ---- | ---- | ---- | ---- |
| 205  | 189  | 191  | 190  | 186  | 165  | 150  | 169  | 160  |

| 1881 | 1886 | 1891 | 1896 | 1901 | 1906 | 1911 | 1921 | 1926 |
| ---- | ---- | ---- | ---- | ---- | ---- | ---- | ---- | ---- |
| 166  | 162  | 164  | 171  | 154  | 150  | 129  | 112  | 132  |

| 1931 | 1936 | 1946 | 1954 | 1962 | 1968 | 1975 | 1982 | 1990 |
| ---- | ---- | ---- | ---- | ---- | ---- | ---- | ---- | ---- |
| 116  | 117  | 130  | 127  | 116  | 105  | 96   | 105  | 142  |

| 1999 | 2005 | 2010 | 2014 | - | - | - | - | - |
| ---- | ---- | ---- | ---- | - | - | - | - | - |
| 153  | 189  | 189  | 184  | - | - | - | - | - |

### Pyramide des âges
La population de la commune est relativement jeune. Le taux de personnes d'un âge supérieur à 60 ans (13,8 %) est en effet inférieur au taux national (21,6 %) et au taux départemental (17,5 %).
Contrairement aux répartitions nationale et départementale, la population masculine de la commune est supérieure à la population féminine (51,3 % contre 48,4 % au niveau national et 49,3 % au niveau départemental).
La répartition de la population de la commune par tranches d'âge est, en 2007, la suivante :
- 51,3 % d’hommes (0 à 14 ans = 17,5 %, 15 à 29 ans = 19,6 %, 30 à 44 ans = 20,6 %, 45 à 59 ans = 25,8 %, plus de 60 ans = 16,5 %) ;
- 48,7 % de femmes (0 à 14 ans = 21,7 %, 15 à 29 ans = 19,6 %, 30 à 44 ans = 22,8 %, 45 à 59 ans = 25 %, plus de 60 ans = 10,9 %).

| Hommes | Classe d’âge | Femmes |
| ------ | ------------ | ------ |
| 0,0    | 90 ans ou +  | 1,1    |
| 6,2    | 75 à 89 ans  | 2,2    |
| 10,3   | 60 à 74 ans  | 7,6    |
| 25,8   | 45 à 59 ans  | 25,0   |
| 20,6   | 30 à 44 ans  | 22,8   |
| 19,6   | 15 à 29 ans  | 19,6   |
| 17,5   | 0 à 14 ans   | 21,7   |

| Hommes | Classe d’âge | Femmes |
| ------ | ------------ | ------ |
| 0,2    | 90 ans ou +  | 0,8    |
| 4,5    | 75 à 89 ans  | 7,1    |
| 11,0   | 60 à 74 ans  | 11,5   |
| 21,1   | 45 à 59 ans  | 20,7   |
| 22,0   | 30 à 44 ans  | 21,6   |
| 20,0   | 15 à 29 ans  | 18,5   |
| 21,3   | 0 à 14 ans   | 19,9   |

## Culture locale et patrimoine

### Lieux et monuments

#### Lieux et monuments remarquables
La commune contient deux objets classés à l'inventaire des monuments historiques et un lieu répertorié à l'inventaire général du patrimoine culturel : le jardin d'agrément du château.

#### Autres lieux et monuments

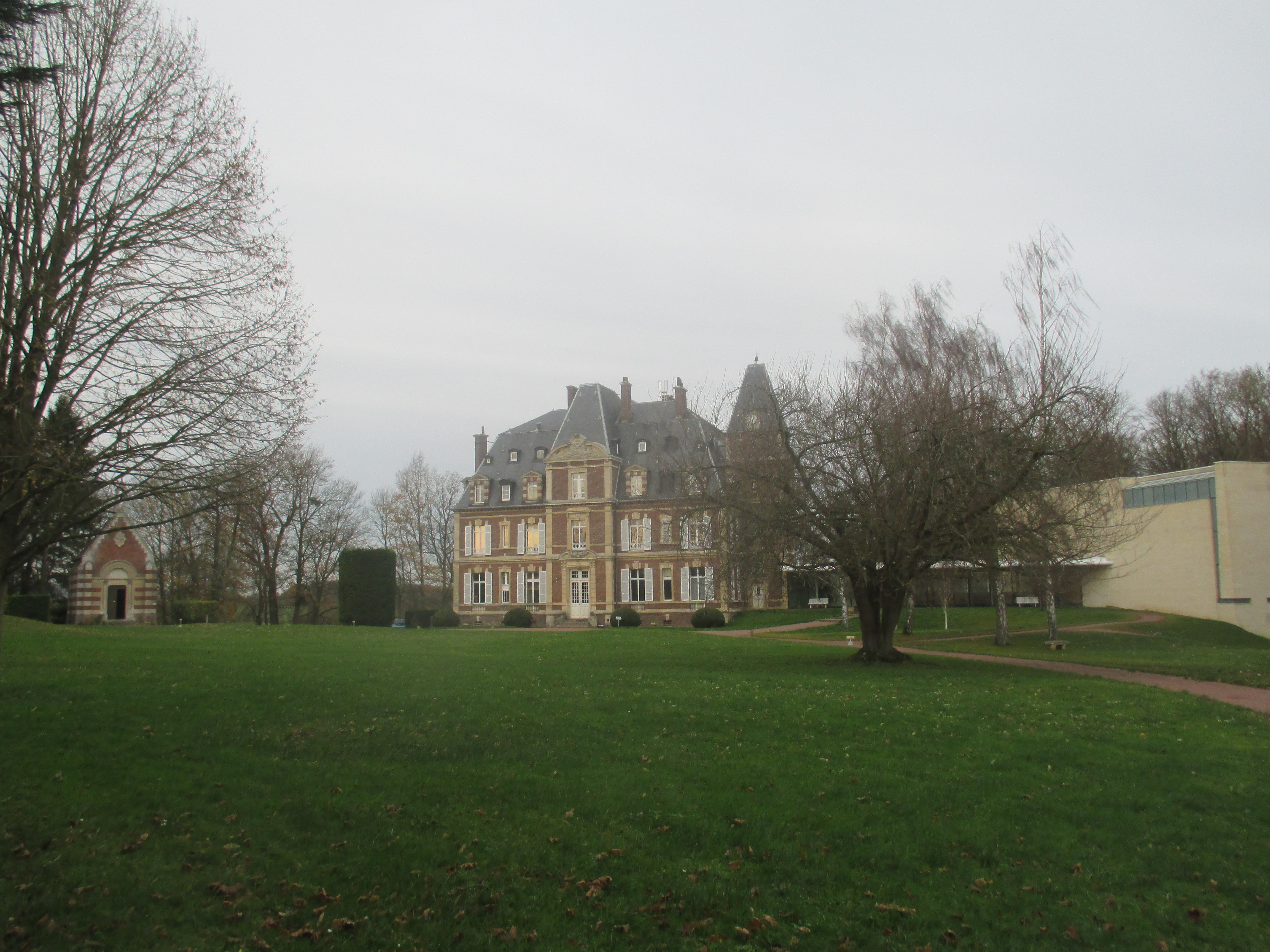
Vue du château de Troussures et du parc.
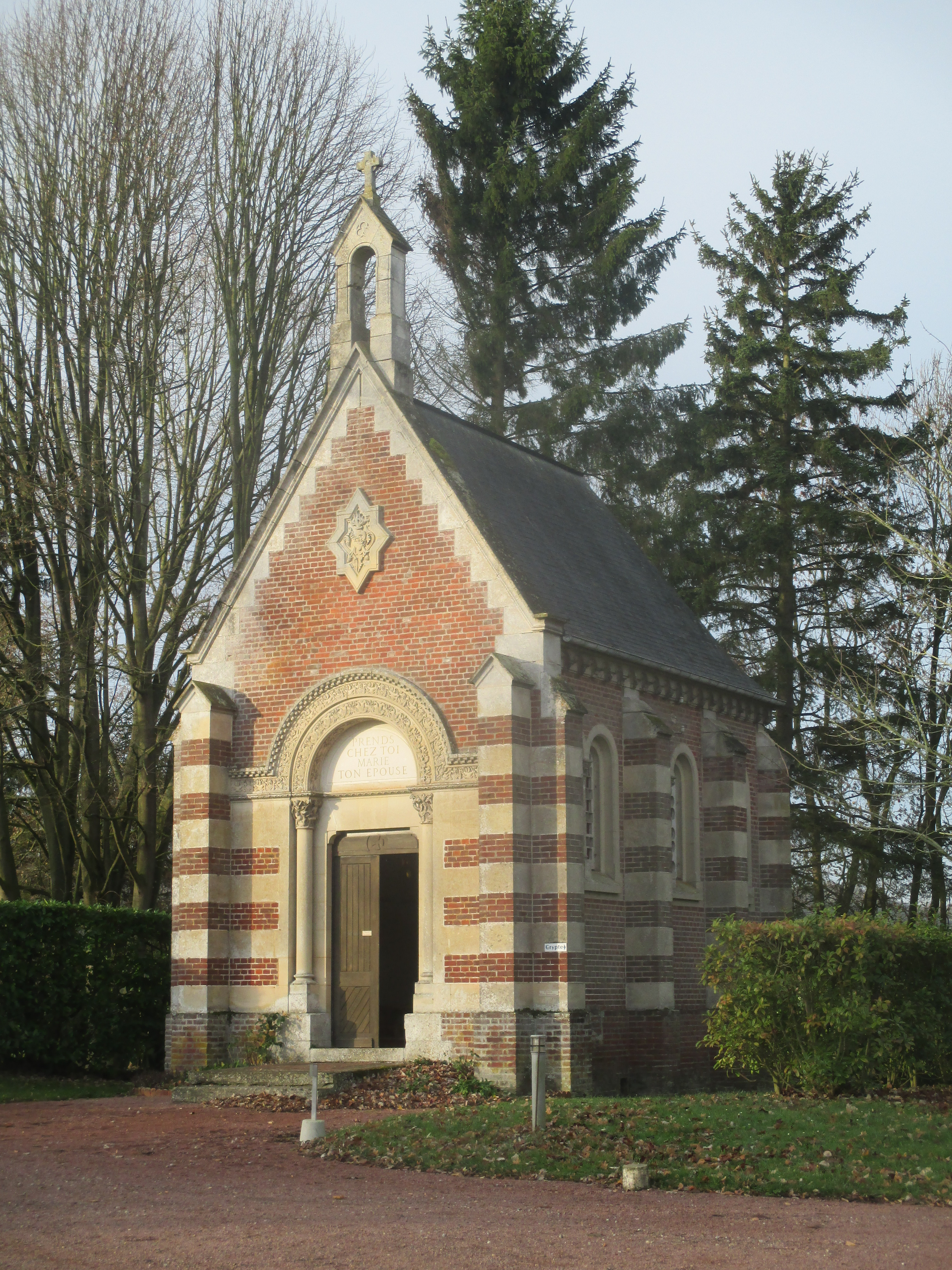
Vue de la chapelle du  parc du château.
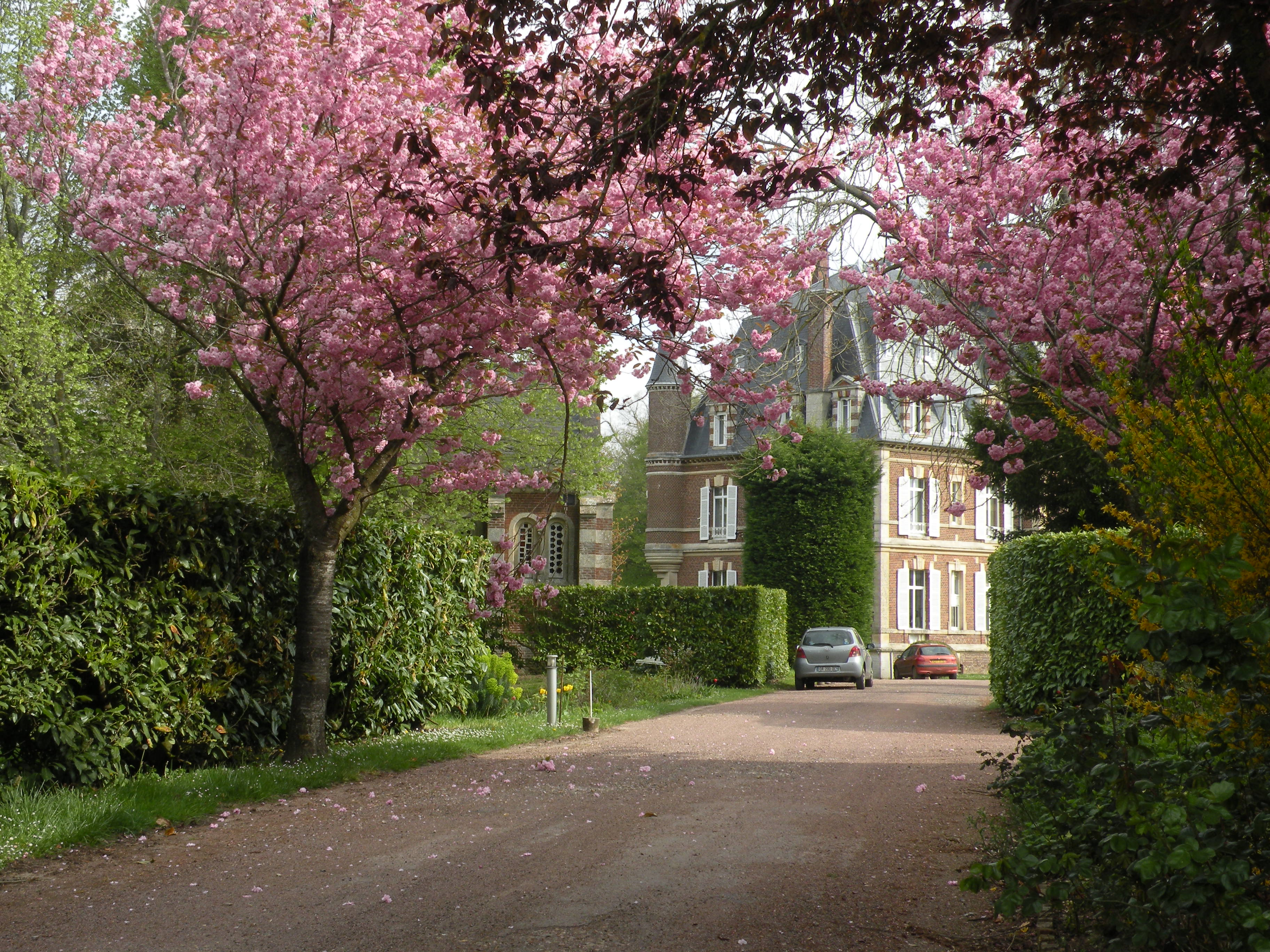
L'entrée du parc du château.
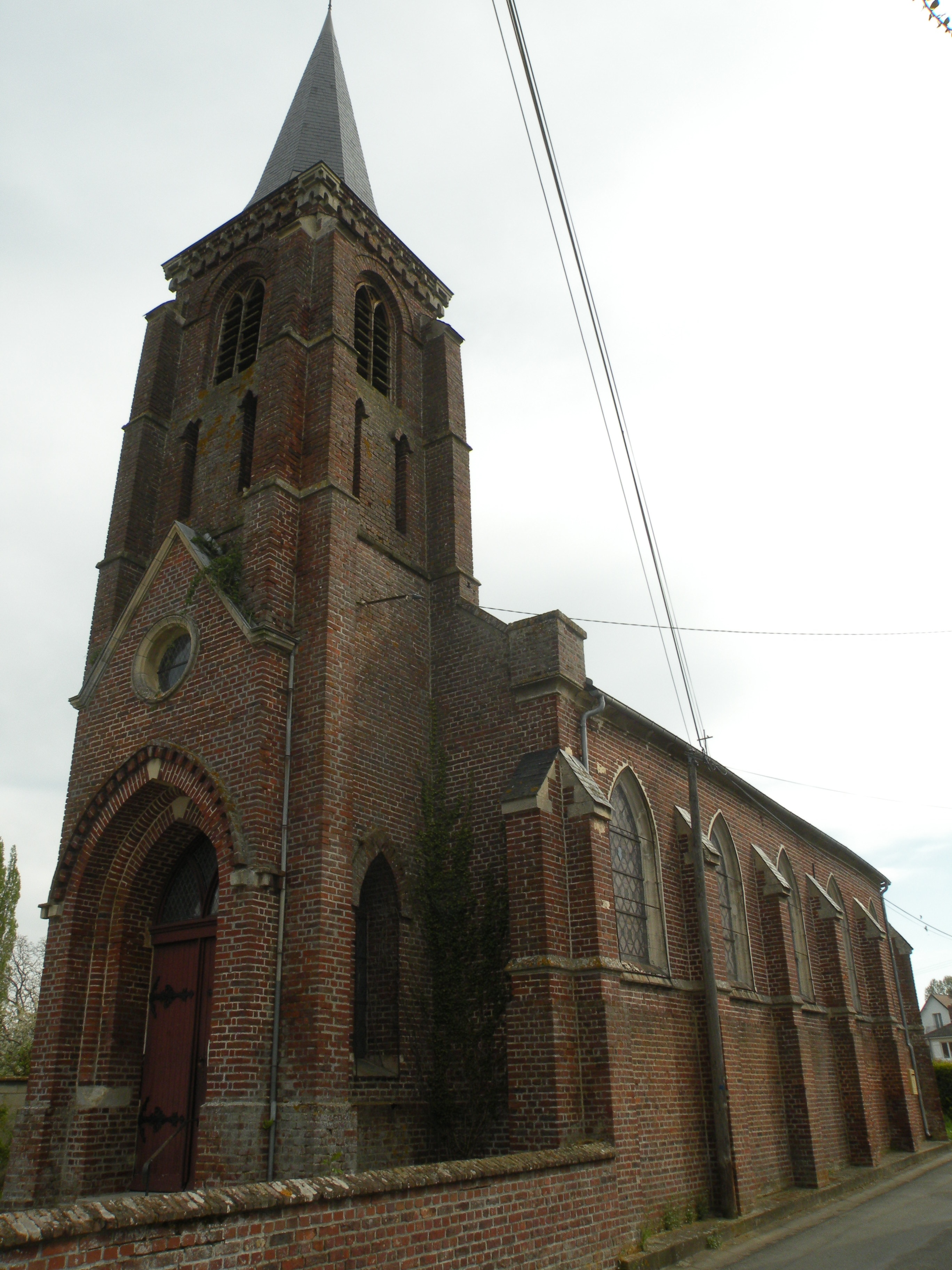
L'église Notre-Dame.

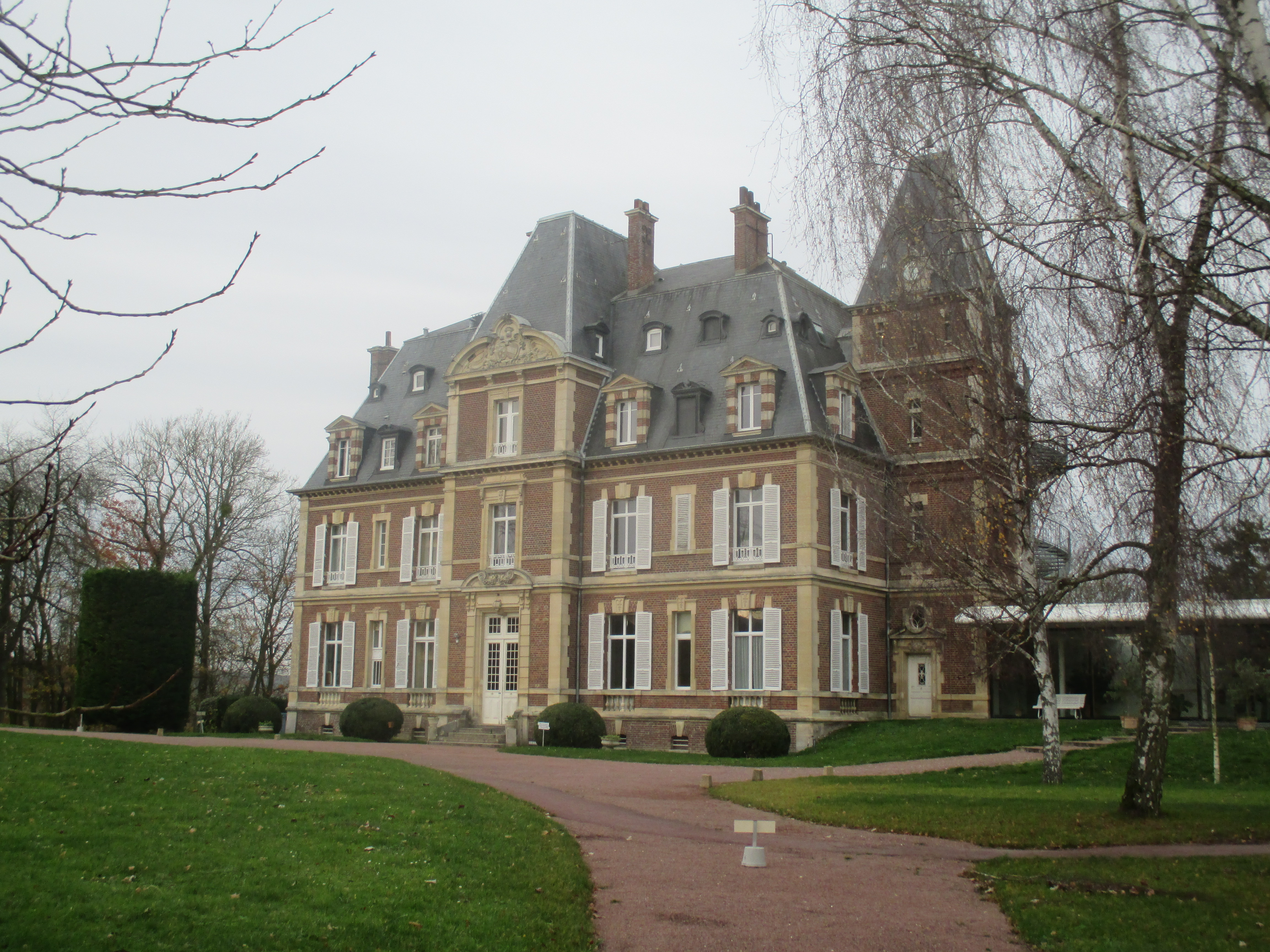
Le château de Troussures en décembre 2015.

- L'église Notre-Dame, détruite par la foudre, a été rebâtie au XVIe siècle. On y a retrouvé deux objets remarquables :
  - une statue en bois représentant la Vierge à l'Enfant (de hauteur 36,5 cm), classée depuis le 5 novembre 1912. Datée du XVe siècle, elle a été restaurée et conservée au musée départemental de l'Oise sous le numéro d'inventaire 75.77 ;
  - une seconde statue en bois représentant la Vierge à l'Enfant (de hauteur 101 cm), classée depuis le 15 avril 1966[15]. Datée du début du XVIe siècle, elle a été restaurée et déposée par la commune au musée départemental de l'Oise le 5 mars 1975. Elle porte le numéro d'inventaire 75.52.
- L'ancien château de Troussures, détruit en 1874, a été rebâti par Ludovic Le Caron de Troussures (1829-1914) dans un style néo Louis XIII [16]. Il comportait à l'origine une aile aménagée pour accueillir la bibliothèque de son commanditaire, à l'époque la plus importante bibliothèque privée du Beauvaisis. Cette bibliothèque fut dispersée en plusieurs ventes publiques, à partir de 1909 (voir plus bas "Ludovic Le Caron" dans les "Personnalités liées à la commune"). En même temps que le château, fut construite une chapelle, dont la crypte abrite les dépouilles entre autres de Marie-Ferdinand Le Caron de Troussures[17] zouave pontifical, puis Volontaire de l'Ouest, tué héroïquement à la bataille de Loigny le 2 décembre 1870[18], dont le vitrail central du chœur commémore le martyre[19], et des pères Bernard Taillefer et Paul Doncœur[20]. Une nouvelle chapelle[21] a été construite, à l'emplacement de l'ancienne bibliothèque du château, au début des années 2000 par l'architecte Michel Macary, l'un des architectes du Stade de France[22]. Après sa vente par la famille Le Caron de Troussures, le château est successivement occupé par les jésuites dont le P. Doncœur qui en fait à partir de 1938 une maison de formation et de retraites spirituelles, puis il abrite les équipes Notre-Dame du P. Caffarel qui le rebaptise en maison de prières. Le prieuré accueille depuis Pâques 1997[23] la communauté Saint-Jean avec des frères[24] qui y organisent des retraites et des sessions, et une communauté de sœurs contemplatives. La communauté occupe également l'ancienne ferme du château à l'entrée du village et a fait construire une annexe, la maison Montjoie. L'ensemble porte le nom de prieuré Notre-Dame-de-Cana.

### Personnalités liées à la commune
- Garnerus, Hugo, Raoul[25], Hugo, Gauthier, Raoul, Hugues et Jean de Trussuris, seigneurs de Troussures.
- Famille Le Caron de Troussures[26].
- Ludovic Le Caron, comte de Troussures, qui avait réuni au château une importante collection de lettres autographes (de Bossuet, Fénelon, Bourdaloue, l'abbé de Rancé, etc.)[27].
- Paul Doncœur (1880-1961), jésuite, pionnier du scoutisme, mort et enterré à Troussures dans la crypte de la chapelle du château.
- Henri Caffarel (1903-1996), prêtre, fondateur du prieuré Notre-Dame-de-Cana, des Équipes Notre-Dame et des ex-éditions du feu nouveau à Troussures, où il est enterré.
- Alain Marc, poète, écrivain et essayiste.

### Héraldique
| Armes de Troussures | Les armes de Troussures se blasonnent ainsi : De gueules à la fasce d’argent chargée de trois merlettes de sable. |